# کاراسین‌های قیف‌دهان
کاراسین‌های قیف‌دهان (نام علمی: Prochilodontidae) نام یک تیره از راسته تتراسانان است.